# Ratkovská Suchá
Ratkovská Suchá je obec v okrese Rimavská Sobota v Banskobystrickém kraji na Slovensku. Leží v centrální části Revúcké vrchoviny asi 17 km východně od Hnúště. Žije zde 42 obyvatel. Rozloha katastrálního území obce činí 5,8 km².
První písemná zmínka o obci pochází z roku 1323.

## Památky
- Jednolodní klasicistní evangelický kostel z roku 1817. Upraven byl v roku 1949.
- Vesnická zvonice, zděná stavba na čtvercovém půdorysu z roku 1925.